# Ревенко Олександра Володимирівна
Олександра Володимирівна Ревенко (нар. 6 вересня 1991, Москва) — російська актриса театру і кіно.

## Життєпис
Олександра Ревенко народилася в 1991 році в Москві. Батько — Володимир Ревенко, психіатр, заслужений лікар Російської Федерації.
З 15-ти років нетривалий час працювала моделлю. У 2008 році закінчила Московську середню школу № 123.
У 2012 році Олександра Ревенко закінчила школу-студію МХАТ («Сьома студія» Кирила Серебренниіова), і з того ж року — одна з провідних актрис Гоголь-центру.
У кіно дебютувала в 2006 році в мелодрамі Михайла Ведишева «Своя чужа сестра».
Помітні ролі Олександри Ревенко в телесеріалах «Без свідків» (2012) та «Ви всі мене бісите» (2016).
Потім послідували кінороботи, які принесли популярність поза театральними колами: подруга головного героя в екранізації п'єси «(М)учень», поставленої Кирилом Серебренніковим, і баскетболістка Олександра Свєшнікова у спортивній драмі «Рух вгору» (2017).

## Ролі в театрі

### Гоголь-центр
- «Гамлет» — Розенкранц
- «Ідіоти» — Катька
- «(М)учень» — Лідія Ткачова (школярка)
- «Павлік — мій Бог» — Жарова Тетяна
- «Хармс. Мир» — Катенька / Дружина професора / Сон
- «Звичайна історія» — Надя Любецька
- «Пастернак. Сестра моя — життя» — Осінь

### Центр драматургії і режисури імені А. Казанцева і М. Рощина
- «Казкове життя російських дівчат» (режисер — Ілля Шагалов) — Енні

### Дитячий музичний театр юного актора
- «Сон про дощ» (режисер — Олександр Федоров)
- «Мауглі» (режисер — Юрій Урнов) — Вовчиця

### Школа-студія МХАТ
- «Злочин і покарання» (режисер — Теодоро Бончі Дель Бене) — Соня Мармеладова
- «Червона гілка», Школа-студія МХАТ, режисери — Женя Беркович, Ілля Шагалов, Олександр Созонов, Максим Мишанський)
- «Герой нашого часу» (режисер Кирило Серебренніков) — Княжна Мері
- «Каїн» (режисери — Костянтин Мішин, Кирило Серебренніков) — Ада

## Фільмографія
- 2018 — Телефонуйте Дікапріо! — Поліна, дівчина Васі
- 2018 — Котел
- 2018 — Ікарія
- 2018 — Літо
- 2017 — Як Вітька Часник віз Льоху Штиря до будинку інвалідів — консультантка у банку
- 2017 — Рух вгору — Олександра Свєшнікова, баскетболістка
- 2016 — Учень — Лідія Ткачова
- 2016 — Ви всі мене бісите — Лариса
- 2015 — Павук — модель
- 2012 — Без свідків — Женя Ліванова, тенісистка
- 2006 — Своя чужа сестра — Катя

## Приватне життя
З 2015 року Олександра Ревенко зустрічається з Антоном Севідовим, лідером групи Tesla Boy.